# Johann Karl Mainberger
Johann Christoph Mainberger (Nuremberg, 1750 - 1815) fou un compositor alemany del classicisme.
Coneixia quasi tots els instruments, i el 1770 li fou confiada la plaça d'organista de la seva ciutat natal.
Va escriure l'òpera Dier Spiegolritter; l'oratori La Resurrecció i l'Ascensió de Nostre Senyor Jesucrist, (1793), una Missa, un Te Deum, cantates, etc.